# Namsan-myeon, Chuncheon
Namsan-myeon (koreanska: 남산면)  är en socken i kommunen Chuncheon i provinsen Gangwon i den norra delen av Sydkorea, 65 km nordost om huvudstaden Seoul. 